# 上原哲太郎
上原 哲太郎（うえはら てつたろう、1967年 - ）は、日本の情報セキュリティ学者。2013年より立命館大学情報理工学部教授。専門はサイバーセキュリティ。
東京電機大学、放送大学、大阪大学で非常勤講師も務めている。

## 経歴
1990年京都大学工学部情報工学科卒業。1992年京都大学大学院工学研究科情報工学専攻修士課程修了。1995年京都大学大学院工学研究科情報工学専攻博士課程研究指導認定退学。1996年京都大学博士(工学)。
研究分野として以下がある。
- 情報セキュリティ
- デジタル・フォレンジック
- 情報システム管理
- インターネット
- プライバシー
- 自治体情報システム
- ハイ・パフォーマンス・コンピューティング
- コンテンツ保護
- 社会情報学
- 情報倫理教育
- システムプログラミング

2015年3月、第11回情報セキュリティ文化賞受賞。2018年度 情報通信月間推進協議会会長表彰 情報通信功績賞を受賞。

## 役職
- 内閣府公文書管理委員会委員
- 特定非営利活動法人デジタル・フォレンジック研究会会長
- 特定非営利活動法人情報セキュリティ研究所理事
- 一般財団法人情報法制研究所理事
- 芦屋市最高情報統括責任者(最高情報責任者)補佐官
- 京都府警察サイバーセキュリティ戦略アドバイザー
- 和歌山県警察サイバー犯罪対策アドバイザー
- 滋賀県警察サイバーセキュリティ対策委員会アドバイザー
- CRYPTREC暗号技術検討会、暗号技術評価委員会、暗号技術活用委員会の各委員

## 職歴
- 1994年 日本学術振興会特別研究員
- 1995年 京都大学大学院工学研究科情報工学専攻博士後期課程研究指導認定退学、同大学大学院工学研究科助手
- 1996年 京都大学博士（工学）、同年和歌山大学情報処理センター講師
- 1997年 和歌山大学大学システム情報学センター講師
- 2000年 和歌山大学大学システム工学部情報通信システム学科講師
- 2003年 京都大学大学院工学研究科附属情報センター助教授
- 2006年 京都大学学術総合メディアセンター助教授
- 2007年 同准教授
- 2011年 総務省情報通信国際戦略局通信規格課標準化推進官に採用される
- 2012年 総務省情報流通行政局情報流通振興課情報セキュリティ対策室併任
- 2013年 立命館大学情報理工学部情報システム学科教授、現在に至る。